# Natriuminosinaat
Natriuminosinaat is een additief dat onder E-nummer E631 toegevoegd mag worden als smaakversterker. Natriuminosinaat kan gesynthetiseerd worden uit inosinezuur (E630).

## Toepassingen
Natriuminosinaat wordt onder andere toegepast in rijstsnacks, bouillonblokjes en in vleeswaren, veelal in combinatie met het veel goedkopere mononatriumglutamaat. De combinatie van 95% glutamaat met 5% inosinaat heeft een 10× zo sterke smaakversterkende werking als glutamaat alleen.

## Toxicologie en veiligheid
Als mogelijke bijwerking komen astma-aanvallen en vochtophoping wel voor. Natriuminosinaat mag niet gebruikt worden voor jonge kinderen en is te vermijden door mensen met jicht.